# Bintuni
Bintuni ist eine Stadt in der indonesischen Provinz Papua Barat, im Westteil der Insel Neuguinea. Während der niederländischen Kolonialzeit hieß sie Steenkool.
Bintuni befindet sich nah dem nördlichen Ufer der Bucht von Bintuni, im Südosten der Vogelkophalbinsel. Administrativ teilt sich die Stadt in die zwei Kelurahan Westbintuni und Ostbintuni, die zusammen mit 18 Dörfern (Desa), den Distrikt Bintuni bilden. Die Stadt Bintuni, mit ihren 13.795 Einwohnern (2010) ist die Hauptstadt des übergeordneten Regierungsbezirks (Kabupaten) Teluk Bintuni.
In Bintuni liegt der kleine Bintuni Airport (IATA-Code: NTI).